# Rekviem egy álomért (regény)
A Rekviem egy álomért Hubert Selby 1978-ban megjelent regénye, ami a New York-i függők önkontroll nélküli életstílusainak tragédiáját taglalja. A regényből Darren Aronofsky forgatott filmet 2000-ben, Jared Leto, Marlon Wayans, Jennifer Connelly és Ellen Burstyn főszereplésével.

## Cselekmény
|  | Alább a cselekmény részletei következnek! |

A történet főszereplője anya és fia, Sara és Harry, Harry barátnője, Marion és Harry barátja, Tyrone. A novella és a film is három részből áll: nyár, ősz és tél. A szereplők keresik álmaik megvalósításának kulcsát, azonban a cselekmény előrehaladtával egyre inkább a függőségükbe mélyülnek. A három fiatal nagy mennyiségű heroint vásárol, hogy azt eladva gazdaggá váljanak. Harry és Marion szerelmesek egymásba, és egy közös vállalkozást szeretnének elindítani, Tyrone pedig a gettóélet elől szeretne elmenekülni.
Sara, Harry egyedül élő édesanyja egész napját a televízió előtt, teleshop műsorokat nézve tölti. A folyamatos tévézés mellett a kelleténél többet eszik, ezért kicsit túlsúlyos. Nemsokára egy telefonhívást kap, miszerint szerepelni fog egy tévéműsorban, ettől kezdve gyökeresen megváltozik az élete, abban reménykedik, hogy pont abba a műsorba kapott meghívást, amelyet nap mint nap órákon át néz. Előkeresi a vörös ruháját, mely még Harry diplomaosztójáról maradt, barátnőjével több-kevesebb sikerrel vörösre festeti a haját is, és fogyókúrába kezd. Miután az akaraterőt igénylő grépfrútos diéta kudarcba fullad, felkeresi orvosát, aki amfetamintablettákat ír fel neki. Hónapok elteltével sem értesítették a részletekről, Sara pedig eközben függővé vált a tablettáktól. Ennek következtében pszichiátrián köt ki, ahol elektrosokk-terápiával kezelik.
Harry, Marion és Tyrone a saját készítményüktől lettek függők, amikor pedig kevés volt a heroin, akkor egymás elől is rejtegették a megszerzett mennyiséget. Harry-t és Tyrone-t letartóztatják utukon Miami felé és börtönbüntetésre ítélik őket. Harry keze a folyamatos injekciózástól elfertőződik annyira, hogy le kell neki amputálni. Marion, aki egyedül maradt New Yorkban, prostituált lett, hogy valamiből fedezze a kábítószer költségeit. A börtönben Tyrone-t folyamatosan durva bánásmódban részesítik az őrök és más börtönlakók a bőrszíne miatt.
|  | Itt a vége a cselekmény részletezésének! |

## Magyarul
- Rekviem egy álomért; ford. Greskovits Endre; Cartaphilus, Bp., 2007 (Filmregények)

## Fordítás
- Ez a szócikk részben vagy egészben  a   Requiem for a Dream (novel) című angol Wikipédia-szócikk ezen változatának fordításán alapul.  Az eredeti cikk szerkesztőit annak laptörténete sorolja fel. Ez a jelzés csupán a megfogalmazás eredetét és a szerzői jogokat jelzi, nem szolgál a cikkben szereplő információk forrásmegjelöléseként.